# تشارلز دنيس فيشر
تشارلز دنيس فيشر (بالإنجليزية: Charles Dennis Fisher)‏ (19 يونيو 1877 - 31 مايو 1916) هو باحث في تاريخ العصور الكلاسيكية ولاعب كريكت بريطاني (وحمل سابقاً جنسية المملكة المتحدة لبريطانيا العظمى وأيرلندا). لعب مع نادي مقاطعة ساسكس للكركيت ‏ ونادي مارليبون للكريكت ‏ ونادي الكريكت في جامعة أكسفورد ‏.